# Famille de cervidés

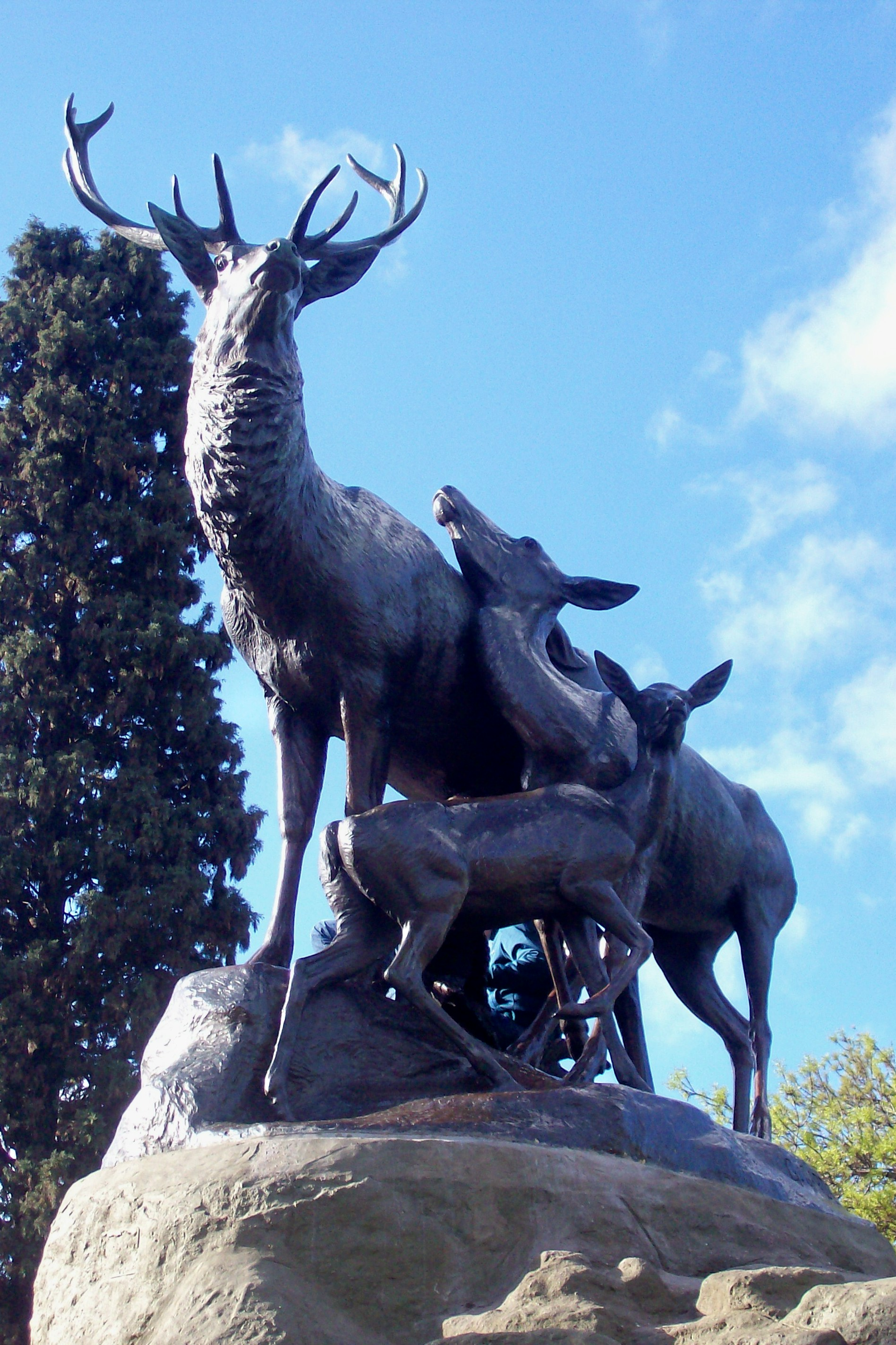
Les Cerfs au repos, Buenos Aires.

Famille de cervidés, également nommé Groupe de cervidés ou Cerf, Biche et Faon, ou Les Cerfs, désigne deux groupes animaliers sculptés en 1908 par Georges Gardet (1863-1939), dont il existe au moins trois exemplaires : à Buenos Aires en Argentine, à Nantes et à Sceaux en France.

## Description
Ces œuvres mettent en scène trois cerfs : un mâle, une biche et un faon.
Dans le groupe des animaux à l'arrêt intitulé Les Cerfs au repos, le mâle domine la scène : le coup tendu, la tête levée, il regarde légèrement vers sa gauche, attentif. La biche, à senestre, a la tête posée sur le flanc du mâle qu'elle regarde. Le faon, à senestre des deux autres cerfs, se tient dans la direction inverse ; sa tête tournée vers la droite regarde dans la même direction que le mâle. Les trois animaux reposent sur une terrasse figurant un petit amoncellement de rochers. L'ensemble mesure 5 m de hauteur.
Dans le groupe des animaux en mouvement, le mâle se trouve au milieu et les trois bêtes bondissent parallèlement dans la même direction.

## Exemplaires

### Buenos Aires
L'un des exemplaires du groupe des Cerfs au repos est érigé dans le quartier de Palermo à Buenos Aires en Argentine, dans les jardins à proximité du musée Eduardo Sívori (es). Il est réalisé en bronze à la cire perdue par le fondeur d'art parisien René Fulda.
Au début des années 2000, l'œuvre est fortement dégradée : les animaux sont tagués ; la biche compte une patte de moins, découpée et volée ; le faon est finalement enlevé par les services de la ville afin d'empêcher son vol. Le département des monuments et œuvres d'art de Buenos Aires restaure l'ensemble du groupe au début des années 2010 avant de la réinstaller.

### Nantes
L'exemplaire du groupe des Cerfs au repos de Nantes était installé dans le Jardin des plantes, à l'origine près de l'entrée sud. Il s'agit d'un moulage en fonte réalisé en 1908 par la fonderie Thiébaut Frères,.
En 1910, Gabriel Guist'hau — maire de Nantes de 1908 à 1910 — attribue l'œuvre à la ville. Transportée d'un bloc depuis Paris, elle arrive à Nantes le 5 août 1911, où elle est installée dans l'enclos des animaux du Jardin des plantes.
Sous le régime de Vichy, les pattes des animaux sont sciées dans l'intention d'en récupérer le métal, dans le cadre de la mobilisation des métaux non ferreux. Après guerre, la biche n'est pas retrouvée et le cerf est trop endommagé : seul le faon peut être restauré par le fondeur d'art Droneau. Il est replacé sur son socle en 1994 ; l'ensemble est réinstallé dans le jardin, près de son emplacement d'origine, mais en dehors de l'enclos. La sculpture reçoit alors le surnom de « Faon orphelin ». En 2011, on émet l'hypothèse de restaurer le cerf : le coût estimé, 70 000 €, ajourne le projet.
En 2018, le groupe est entièrement restauré par la fondation de Coubertin, grâce à un travail de relevé numérique à partir de l'exemplaire situé dans le parc de Sceaux pour reconstituer la biche et les parties manquantes du cerf. L'œuvre complétée a été présentée le 14 septembre 2018 à l'occasion des journées du patrimoine, face à la nouvelle entrée qui a été aménagée à l'angle sud-ouest du jardin. Le coût de la restauration, financée par la Ville, est de 230 000 euros.

### Sceaux
Un troisième exemplaire du groupe des Cerfs au repos est érigé dans le parc de Sceaux (Hauts-de-Seine), en bronze, ou en fonte, installé au pied oriental de l'escalier qui s'élève au sud du bassin de l'octogone.
Il est accompagné du second groupe, en mouvement, installé en regard de l'autre côté de l'escalier. Chacun des groupes est posé sur un piédestal rectangulaire en pierre, les animaux étant dirigés vers le bassin.
À l'origine, ces deux œuvres fondues en 1908 encadraient l'entrée du bois de Boulogne de la porte Dauphine à Paris. Elles furent transférées dans le parc de Sceaux en 1933.

## Images

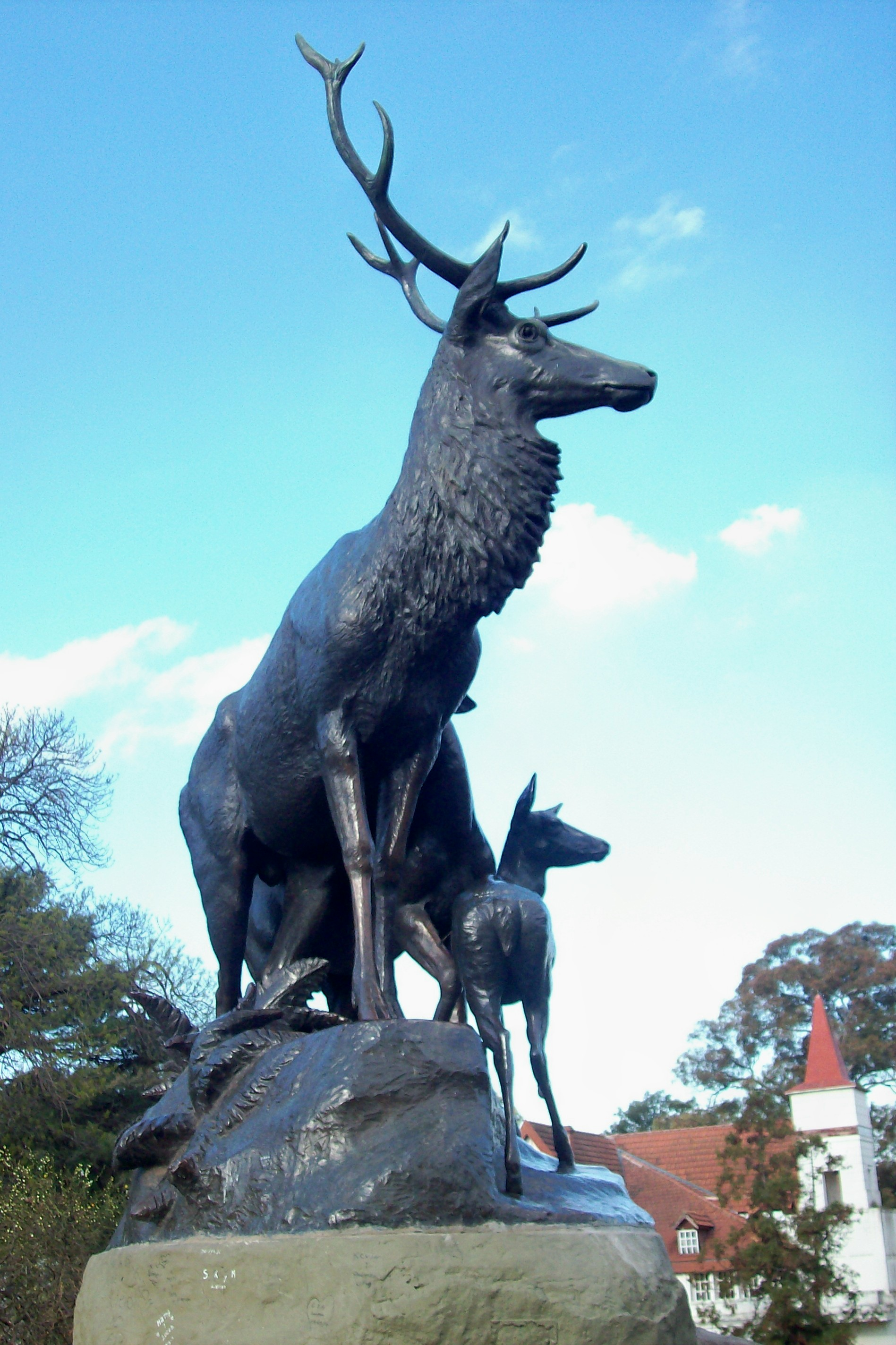
L'exemplaire du groupe Les Cerfs au repos de Buenos Aires, après sa restauration au début des années 2010.
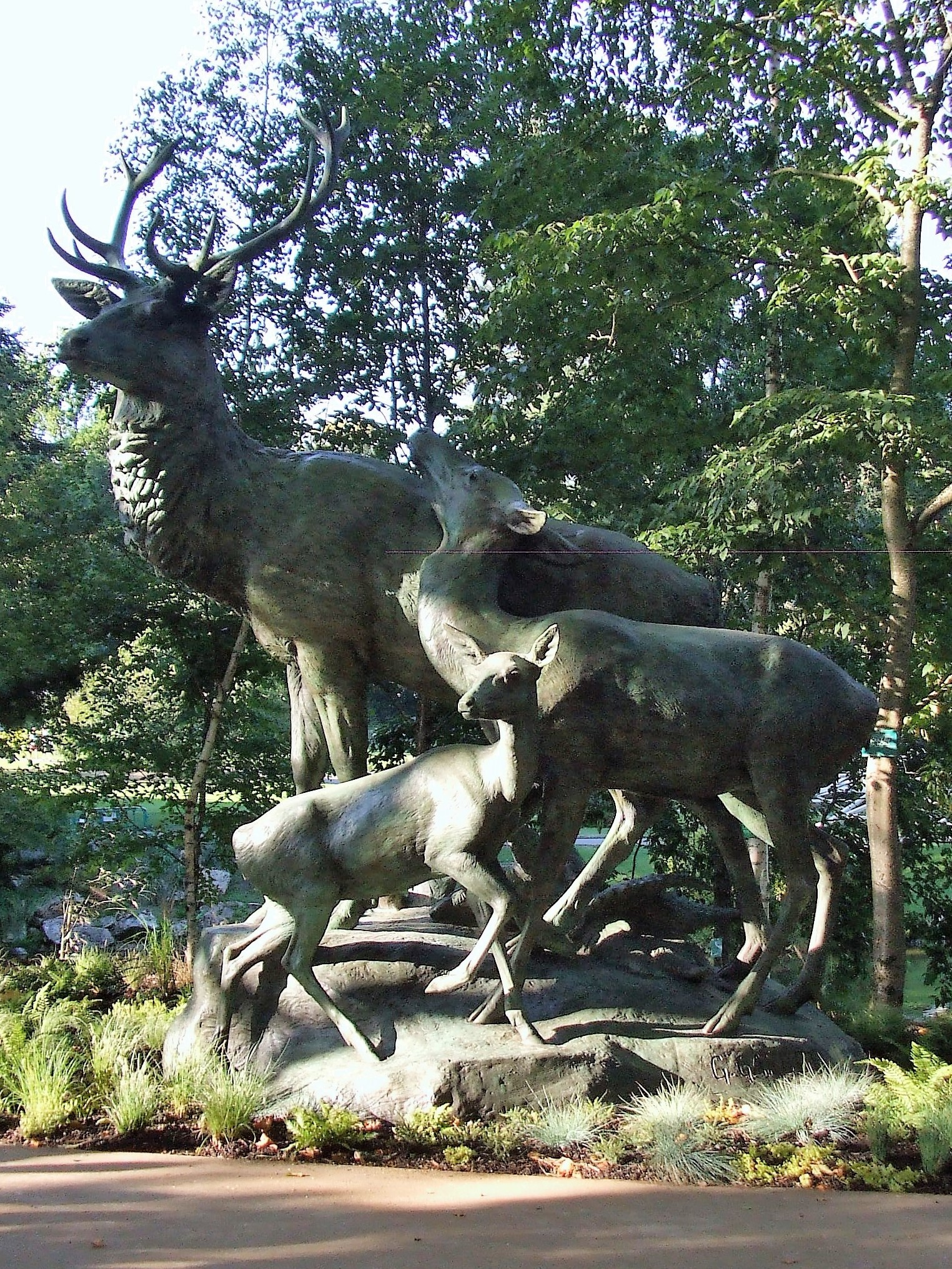
L'exemplaire du groupe Les Cerfs au repos de Nantes en 2018, après sa restauration.
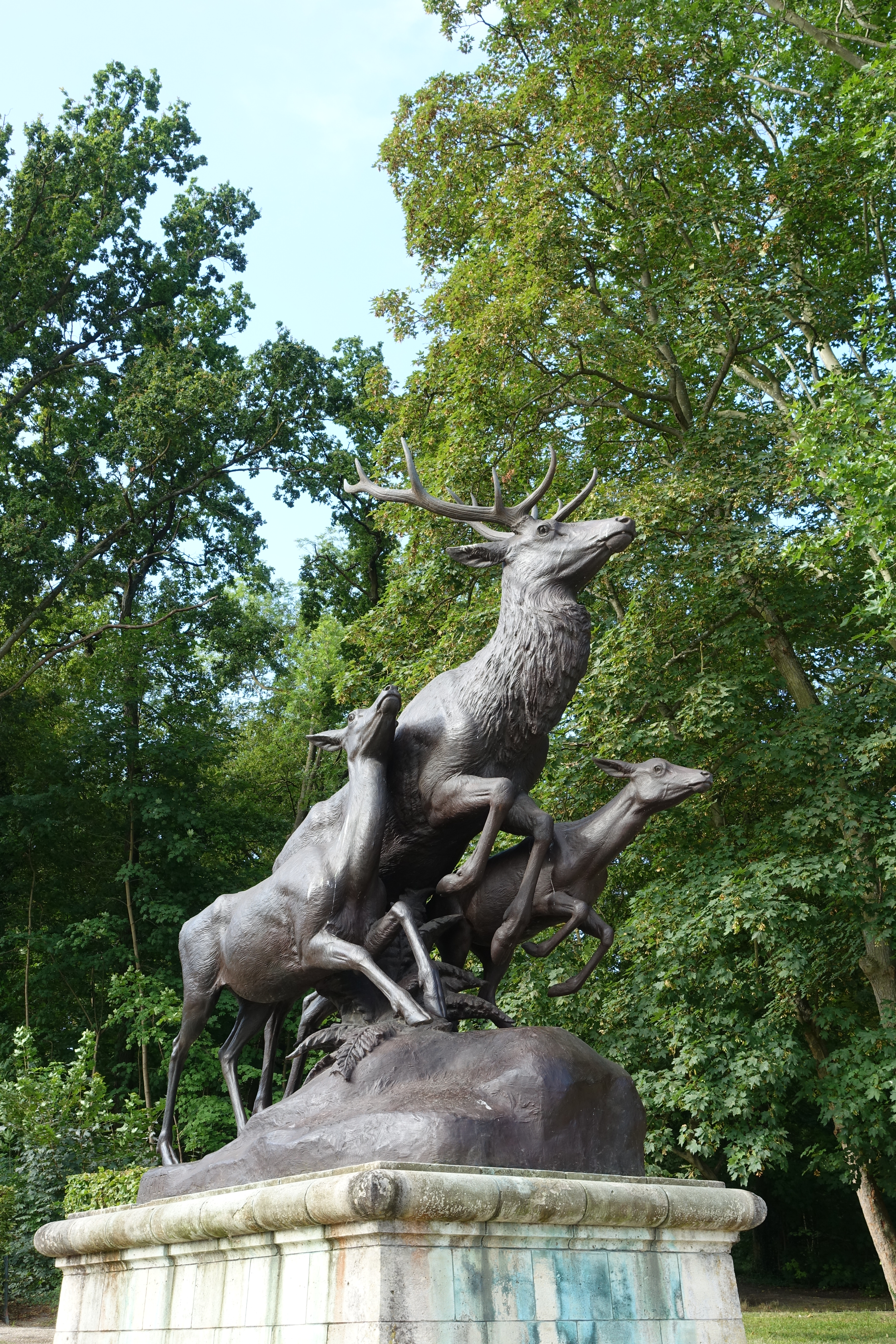
Le groupe en mouvement faisant pendant au groupe au repos, parc de Sceaux.